# Пальники (Александровский муниципальный округ)
Пальники — упразднённая деревня, располагавшаяся на территории Александровского муниципального округа Пермского края России.

## География
Урочище находится в северо-восточной части края, в предгорьях Среднего Урала, в подзоне средней тайги, на левом берегу реки Кыжьи, на расстоянии приблизительно 12 километров (по прямой) к юго-западу от города Александровска, административного центра округа. Абсолютная высота — 182 метра над уровнем моря.

### Климат
Климат характеризуется как умеренно континентальный, влажный, с холодной продолжительной снежной зимой и сравнительно коротким тёплым летом. Среднегодовая температура воздуха — −0,5…+0,5 °C. Средняя температура воздуха самого холодного месяца (января) — −16,5 °C (абсолютный минимум — −54 °С), средняя температура самого тёплого (июля) — +16,5 °С (абсолютный максимум — +36,5 °С). Годовое количество атмосферных осадков составляет около 600—800 мм, из которых большая часть выпадает в тёплый период. Снежный покров держится в течение 170—180 дней.

## История
В 1908 году в деревне Пальники, относящейся к Кыжьинскому обществу Кизеловской волости Соликамского уезда Пермской губернии, имелось 12 дворов и проживал 21 человек (12 мужчин и 9 женщин). В этноконфессиональном составе населения того периода преобладали русские православного вероисповедания.
По данным переписи 1926 года имелось 10 хозяйств и проживало 43 человека (26 мужчин и 24 женщины), русских по национальности. В административном отношении входила в состав Маловильвенского сельсовета Соликамского района Верхне-Камского округа Уральской области.
В 1963 году числилась как населённый пункт Маловильвенского сельсовета, проживало 32 человека. В 1981 году население составляло 8 человек, административно подчинялась Лытвенскому сельсовету.
Упразднена в 2005 году.